# Fußball-Verbandspokal 2015/16
Über den Fußball-Verbandspokal 2015/16 wurden die Teilnehmer der 21 Landesverbände des DFB am DFB-Pokal 2016/17 ermittelt. Die Sieger der Verbandspokale waren zur Teilnahme an der ersten Runde des DFB-Pokals berechtigt. Die drei Landesverbände mit den meisten Herrenmannschaften im Spielbetrieb – Bayern, Niedersachsen und Westfalen – entsandten zusätzlich einen zweiten Teilnehmer. Somit qualifizierten sich 24 Amateurvereine für den nationalen Pokalwettbewerb, davon 22 über die Verbandspokale. Die zweiten Mannschaften der Profivereine (1. und 2. Bundesliga) durften nicht am DFB-Pokal teilnehmen.
In Niedersachsen qualifizierte sich zusätzlich zum Pokalsieger der unterlegene Pokalfinalist zum DFB-Pokal, in Bayern qualifizierte sich die beste Mannschaft der Regionalliga-Saison 2015/16 – sofern es sich nicht um die zweite Mannschaft eines Profiklubs handelte – zusätzlich zum Sieger des Verbandspokals für die erste Hauptrunde des DFB-Pokals, in Westfalen war dies, mit derselben Einschränkung wie in Bayern, die siegreiche Mannschaft des Qualifikationsspieles zwischen dem Meister der Oberliga Westfalen 2015/16 und der besten westfälischen Mannschaft der Regionalliga West 2015/16.
Die Endspiele der Landespokale 2015/16 wurden am Samstag, den 28. Mai 2016, und damit erstmals an einem Tag, dem „Finaltag der Amateure“, ausgetragen. Die ARD übertrug alle Finalspiele live in drei aufeinanderfolgenden Konferenzen. Allerdings wurden aufgrund von Terminkollisionen nicht alle Finals an diesem Tag ausgetragen, so beispielsweise in Hessen, Saarland und Sachsen.

## Endspiele
Die Tabelle gibt eine Übersicht über die Verbandspokal-Endspiele der Saison 2015/16. Die Mannschaften, die sich für den DFB-Pokal qualifiziert haben, sind fett dargestellt.
| Verband                | Pokal                                                                                       | Austragungsort | 1. Finalist                                           | Ergebnis                       | 2. Finalist                |
| ---------------------- | ------------------------------------------------------------------------------------------- | -------------- | ----------------------------------------------------- | ------------------------------ | -------------------------- |
| Baden                  | Krombacher-Pokal                                                                            | Bammental      | FC-Astoria Walldorf (RL)                              | 2:0 (1:0)                      | SpVgg Neckarelz (RL)       |
| Bayern 1 3             | Bayerischer Toto-Pokal (2015/16)                                                            | Unterhaching   | SpVgg Unterhaching (RL)                               | 2:6 (1:0)                      | Würzburger Kickers (3L)    |
| Berlin                 | Berliner-Pilsner-Pokal                                                                      | Berlin         | SV Lichtenberg 47 (OL)                                | 0:1 (0:1)                      | BFC Preussen (VL)          |
| Brandenburg            | Krombacher-Pokal                                                                            | Luckenwalde    | FSV 63 Luckenwalde (RL)                               | 1:3 (0:1)                      | SV Babelsberg 03 (RL)      |
| Bremen                 | Lotto-Pokal                                                                                 | Bremen         | Bremer SV (OL)                                        | 3:0 (1:0)                      | Blumenthaler SV (OL)       |
| Hamburg                | ODDSET-Pokal                                                                                | Hamburg        | Eintracht Norderstedt (RL)                            | 4:1 n. V. (1:1, 0:1)           | Altona 93 (OL)             |
| Hessen                 | Krombacher Hessenpokal                                                                      | Haiger         | SV Wehen Wiesbaden (3L)                               | 1:2 (1:1)                      | Kickers Offenbach (RL)     |
| Mecklenburg-Vorpommern | Lübzer Pils Cup                                                                             | Neustrelitz    | Hansa Rostock (3L)                                    | 0:0 n. V. 4:3 i. E.            | FC Schönberg 95 (RL)       |
| Mittelrhein            | Bitburger-Pokal                                                                             | Bonn           | SC Fortuna Köln (3L)                                  | 1:1 n. V. (0:0, 0:0) 5:6 i. E. | FC Viktoria Köln (RL)      |
| Niederrhein            | Niederrheinpokal                                                                            | Essen          | Rot-Weiss Essen (RL)                                  | 3:0 (1:0)                      | Wuppertaler SV (OL)        |
| Niedersachsen 1        | NFV-Pokal (2015/16)                                                                         | Barsinghausen  | 1. FC Germania Egestorf/Langreder (OL)                | 0:2 (0:1)                      | SV Drochtersen/Assel (RL)  |
| Rheinland 2            | Bitburger-Rheinlandpokal                                                                    | Wissen         | SG Hoher Westerwald Niederroßbach/Emmerichenhain (KL) | 1:5 (1:3)                      | Eintracht Trier (RL)       |
| Saarland               | Saarlandpokal                                                                               | Dillingen/Saar | SV Elversberg (RL)                                    | 0:1 (0:0)                      | FC 08 Homburg (RL)         |
| Sachsen 3              | Wernesgrüner-Pokal                                                                          | Aue            | FC Erzgebirge Aue (3L)                                | 1:0 (0:0)                      | FSV Zwickau (RL)           |
| Sachsen-Anhalt 3       | Krombacher-Pokal                                                                            | Halle (Saale)  | Hallescher FC (3L)                                    | 2:1 (1:0)                      | 1. FC Magdeburg (3L)       |
| Schleswig-Holstein     | SHFV-Lotto-Pokal (2015/16)                                                                  | Lübeck         | VfB Lübeck (RL)                                       | 2:1 (0:1)                      | ETSV Weiche Flensburg (RL) |
| Südbaden               | SBFV-Rothaus-Pokal                                                                          | Offenburg      | SV Oberachern (OL)                                    | 3:5 (0:2)                      | FC 08 Villingen (OL)       |
| Südwest                | Bitburger-Verbandspokal                                                                     | Römerberg      | SC Hauenstein (OL)                                    | 2:1 n. V. (1:1, 1:0)           | TSV Schott Mainz (OL)      |
| Thüringen              | Köstritzer Pokal – Thüringen                                                                | Jena           | FC Carl Zeiss Jena (RL)                               | 2:0 (0:0)                      | FC Rot-Weiß Erfurt (3L)    |
| Westfalen 1            | Krombacher-Pokal                                                                            | Ahlen          | Rot Weiss Ahlen (RL)                                  | 0:3 (0:2)                      | SG Wattenscheid 09 (RL)    |
| Westfalen 1            | Qualifikationsspiel der bestplatzierten Mannschaften Regionalliga West – Oberliga Westfalen |                | Sportfreunde Lotte (RL)                               | 2:0 (1:0)                      | Sportfreunde Siegen (OL)   |
| Württemberg            | Bitburger-wfv-Pokal                                                                         | Stuttgart      | FSV 08 Bissingen (OL)                                 | 2:5 (2:2)                      | FV Ravensburg (OL)         |

| Spielklassenzuordnung der gleichen Saison | Spielklassenzuordnung der gleichen Saison |
| ----------------------------------------- | ----------------------------------------- |
| (3L)                                      | 3. Liga                                   |
| (RL)                                      | Regionalliga (4. Liga)                    |
| (OL)                                      | Oberliga (5. Liga)                        |
| (VL)                                      | Verbandsliga (6. Liga)                    |
| (KL)                                      | Kreisliga A (8. Liga)                     |